# 11e étape du Tour de France 2023
Pour un article plus général, voir Tour de France 2023.
La 11e étape du Tour de France 2023 se déroule le mercredi 12 juillet 2023 entre Clermont-Ferrand et Moulins, sur une distance de 179,8 kilomètres.

## Parcours
Partant de Clermont-Ferrand, cette étape dite de plaine parcourt les départements du Puy-de-Dôme puis de l'Allier pour se terminer à Moulins. Depuis la création du Tour de France en 1903, Moulins est la dernière préfecture de France métropolitaine à recevoir le Tour de France comme ville étape, alors même que la ville avait été traversée lors de la première étape de la première édition. L'étape est ponctuée de trois côtes répertoriées classées en 4e catégorie. La dernière ligne droite au cœur de ville de Moulins est longue de 1 300 mètres.

## Déroulement de la course
La course commence doucement, les organismes étant épuisés après les chaleurs étouffantes et l'étape éreintante de la veille. Au km 4, un trio de coureurs prend le large : l'Italien Daniel Oss (TotalEnergie), le Costaricain Andrey Amador (EF Education-EasyPost) et le Français Matîs Louvel (Arkéa-Samsic). Après avoir pris trois minutes au peloton, l'écart se réduit à deux minutes sous l'impulsion de l'équipe Alpecin-Deceuninck. En haut de la Côte de Chaptuzat-Haut, Louvel bascule en tête. Au pied de la côte du Mercurol, l'avance des échappés n'est plus que d'une minute et vingt secondes. Au sommet (km 49,5), Oss passe en tête alors qu'Amador est distancé à la suite de soucis de dérailleur. Le sprint intermédiaire de Lapeyrouse (km 70) est remporté par Louvel sans contestation alors que le Belge Jasper Philipsen (Alpecin-Deceuninck) gagne le sprint du peloton devant le Français Bryan Coquard (Cofidis). À 99 km de l'arrivée, l'écart se stabilise à une minute et vingt-sept secondes entre le trio de tête et le peloton pour se réduire à une minute, cinq kilomètres plus loin. À 61 km de l'arrivée, Oss franchit le premier le sommet de la côte de la Croix-Blanche. Le peloton accuse alors un retard de trente-cinq secondes sur les trois échappés. À 50 km du terme, l'Italien Oss est seul en tête après que ses deux compagnons d'échappée se sont relevés et ont été repris par le peloton. À 30 km de la ligne d'arrivée, l'Italien résiste toujours et maintient une avance d'environ trente secondes, mais il est finalement repris dix-sept kilomètres plus loin. Le peloton regroupé se prépare à se disputer la victoire d'étape et entre dans Moulins. Bien que n'ayant aucun coéquipier pour l'emmener, Jasper Philipsen domine le sprint et remporte la victoire pour la quatrième fois. Le maillot vert belge s'impose avec une longueur d'avance sur le Néerlandais Dylan Groenewegen (Jayco AlUla).

## Résultats
Cette section présente les résultats et prix obtenus au cours de l'étape.

### Classement de l'étape
| Classement de la 11e étape | Classement de la 11e étape | Classement de la 11e étape | Classement de la 11e étape | Classement de la 11e étape |
|                            | Coureur                    | Pays                       | Équipe                     | Temps                      |
| -------------------------- | -------------------------- | -------------------------- | -------------------------- | -------------------------- |
| 1er                        | Jasper Philipsen           | Belgique                   | Alpecin-Deceuninck         | en 4 h 1 min 7 s           |
| 2e                         | Dylan Groenewegen          | Pays-Bas                   | Team Jayco AlUla           | + 0 s                      |
| 3e                         | Phil Bauhaus               | Allemagne                  | Bahrain Victorious         | + 0 s                      |
| 4e                         | Bryan Coquard              | France                     | Cofidis                    | + 0 s                      |
| 5e                         | Mads Pedersen              | Danemark                   | Lidl-Trek                  | + 0 s                      |
| 6e                         | Alexander Kristoff         | Norvège                    | Uno-X Pro Cycling Team     | + 0 s                      |
| 7e                         | Luca Mozzato               | Italie                     | Arkéa-Samsic               | + 0 s                      |
| 8e                         | Peter Sagan                | Slovaquie                  | TotalEnergies              | + 0 s                      |
| 9e                         | Wout van Aert              | Belgique                   | Jumbo-Visma                | + 0 s                      |
| 10e                        | Sam Welsford               | Australie                  | Team DSM-Firmenich         | + 0 s                      |
| modifier                   |                            |                            |                            |                            |

### Bonifications en temps
|   | Coureur           | Pays      | Équipe             | Secondes |
| - | ----------------- | --------- | ------------------ | -------- |
| 1 | Jasper Philipsen  | Belgique  | Alpecin-Deceuninck | 10 s     |
| 2 | Dylan Groenewegen | Pays-Bas  | Team Jayco AlUla   | 6 s      |
| 3 | Phil Bauhaus      | Allemagne | Bahrain Victorious | 4 s      |

### Points attribués
| Sprint intermédiaire Lapeyrouse (km 70,5) | Sprint intermédiaire Lapeyrouse (km 70,5) | Sprint intermédiaire Lapeyrouse (km 70,5) | Sprint intermédiaire Lapeyrouse (km 70,5) | Sprint intermédiaire Lapeyrouse (km 70,5) |
| ----------------------------------------- | ----------------------------------------- | ----------------------------------------- | ----------------------------------------- | ----------------------------------------- |
|                                           | Coureur                                   | Pays                                      | Équipe                                    | Point(s)                                  |
| 1er                                       | Matîs Louvel                              | France                                    | Arkéa-Samsic                              | 20                                        |
| 2e                                        | Andrey Amador                             | Costa Rica                                | EF Education-EasyPost                     | 17                                        |
| 3e                                        | Daniel Oss                                | Italie                                    | TotalEnergies                             | 15                                        |
| 4e                                        | Jasper Philipsen                          | Belgique                                  | Alpecin-Deceuninck                        | 13                                        |
| 5e                                        | Bryan Coquard                             | France                                    | Cofidis                                   | 11                                        |
| 6e                                        | Jordi Meeus                               | Belgique                                  | Bora-Hansgrohe                            | 10                                        |
| 7e                                        | Biniam Girmay                             | Érythrée                                  | Intermarché-Circus-Wanty                  | 9                                         |
| 8e                                        | Danny van Poppel                          | Pays-Bas                                  | Bora-Hansgrohe                            | 8                                         |
| 9e                                        | Mike Teunissen                            | Pays-Bas                                  | Intermarché-Circus-Wanty                  | 7                                         |
| 10e                                       | Omar Fraile                               | Espagne                                   | Ineos Grenadiers                          | 6                                         |
| 11e                                       | Silvan Dillier                            | Suisse                                    | Alpecin-Deceuninck                        | 5                                         |
| 12e                                       | Axel Zingle                               | France                                    | Cofidis                                   | 4                                         |
| 13e                                       | Quinten Hermans                           | Belgique                                  | Alpecin-Deceuninck                        | 3                                         |
| 14e                                       | Nathan Van Hooydonck                      | Belgique                                  | Jumbo-Visma                               | 2                                         |
| 15e                                       | Søren Kragh Andersen                      | Danemark                                  | Alpecin-Deceuninck                        | 1                                         |
| modifier                                  |                                           |                                           |                                           |                                           |

| Arrivée d'étape Moulins (km 179,8) | Arrivée d'étape Moulins (km 179,8) | Arrivée d'étape Moulins (km 179,8) | Arrivée d'étape Moulins (km 179,8) | Arrivée d'étape Moulins (km 179,8) |
| ---------------------------------- | ---------------------------------- | ---------------------------------- | ---------------------------------- | ---------------------------------- |
|                                    | Coureur                            | Pays                               | Équipe                             | Point(s)                           |
| 1er                                | Jasper Philipsen                   | Belgique                           | Alpecin-Deceuninck                 | 50                                 |
| 2e                                 | Dylan Groenewegen                  | Pays-Bas                           | Team Jayco AlUla                   | 30                                 |
| 3e                                 | Phil Bauhaus                       | Allemagne                          | Bahrain Victorious                 | 20                                 |
| 4e                                 | Bryan Coquard                      | France                             | Cofidis                            | 18                                 |
| 5e                                 | Mads Pedersen                      | Danemark                           | Lidl-Trek                          | 16                                 |
| 6e                                 | Alexander Kristoff                 | Norvège                            | Uno-X Pro Cycling Team             | 14                                 |
| 7e                                 | Luca Mozzato                       | Italie                             | Arkéa-Samsic                       | 12                                 |
| 8e                                 | Peter Sagan                        | Slovaquie                          | TotalEnergies                      | 10                                 |
| 9e                                 | Wout van Aert                      | Belgique                           | Jumbo-Visma                        | 8                                  |
| 10e                                | Sam Welsford                       | Australie                          | Team DSM-Firmenich                 | 7                                  |
| 11e                                | Jordi Meeus                        | Belgique                           | Bora-Hansgrohe                     | 6                                  |
| 12e                                | Cees Bol                           | Pays-Bas                           | Astana Qazaqstan Team              | 5                                  |
| 13e                                | Biniam Girmay                      | Érythrée                           | Intermarché-Circus-Wanty           | 4                                  |
| 14e                                | Corbin Strong                      | Nouvelle-Zélande                   | Israel-Premier Tech                | 3                                  |
| 15e                                | Caleb Ewan                         | Australie                          | Lotto Dstny                        | 2                                  |
| modifier                           |                                    |                                    |                                    |                                    |

### Cols et côtes
| Côte de Chaptuzat-Haut (km 31,8) 4e catégorie (1,9 km à 5,0 %) | Côte de Chaptuzat-Haut (km 31,8) 4e catégorie (1,9 km à 5,0 %) | Côte de Chaptuzat-Haut (km 31,8) 4e catégorie (1,9 km à 5,0 %) | Côte de Chaptuzat-Haut (km 31,8) 4e catégorie (1,9 km à 5,0 %) | Côte de Chaptuzat-Haut (km 31,8) 4e catégorie (1,9 km à 5,0 %) |
| -------------------------------------------------------------- | -------------------------------------------------------------- | -------------------------------------------------------------- | -------------------------------------------------------------- | -------------------------------------------------------------- |
|                                                                | Coureur                                                        | Pays                                                           | Équipe                                                         | Point(s)                                                       |
| 1er                                                            | Matîs Louvel                                                   | France                                                         | Arkéa-Samsic                                                   | 1                                                              |
| modifier                                                       |                                                                |                                                                |                                                                |                                                                |

| Côte du Mercurol (km 49,5) 4e catégorie (2,9 km à 4,6 %) | Côte du Mercurol (km 49,5) 4e catégorie (2,9 km à 4,6 %) | Côte du Mercurol (km 49,5) 4e catégorie (2,9 km à 4,6 %) | Côte du Mercurol (km 49,5) 4e catégorie (2,9 km à 4,6 %) | Côte du Mercurol (km 49,5) 4e catégorie (2,9 km à 4,6 %) |
| -------------------------------------------------------- | -------------------------------------------------------- | -------------------------------------------------------- | -------------------------------------------------------- | -------------------------------------------------------- |
|                                                          | Coureur                                                  | Pays                                                     | Équipe                                                   | Point(s)                                                 |
| 1er                                                      | Daniel Oss                                               | Italie                                                   | TotalEnergies                                            | 1                                                        |
| modifier                                                 |                                                          |                                                          |                                                          |                                                          |

| \| Côte de la Croix-Blanche (km 118,5) 4e catégorie (1,6 km à 5,4 %) \| Côte de la Croix-Blanche (km 118,5) 4e catégorie (1,6 km à 5,4 %) \| Côte de la Croix-Blanche (km 118,5) 4e catégorie (1,6 km à 5,4 %) \| Côte de la Croix-Blanche (km 118,5) 4e catégorie (1,6 km à 5,4 %) \| Côte de la Croix-Blanche (km 118,5) 4e catégorie (1,6 km à 5,4 %) \| \| ----------------------------------------------------------------- \| ----------------------------------------------------------------- \| ----------------------------------------------------------------- \| ----------------------------------------------------------------- \| ----------------------------------------------------------------- \| \| \| Coureur \| Pays \| Équipe \| Point(s) \| \| 1er \| Daniel Oss \| Italie \| TotalEnergies \| 1 \| \| modifier \| \| \| \| \| |            |        |               |          |
| Côte de la Croix-Blanche (km 118,5) 4e catégorie (1,6 km à 5,4 %) |            |        |               |          |
| | Coureur    | Pays   | Équipe        | Point(s) |
| 1er | Daniel Oss | Italie | TotalEnergies | 1        |
| modifier |            |        |               |          |

### Prix de la combativité
- Daniel Oss (TotalEnergies)

## Classements à l'issue de l'étape
Cette section présente le classement général et les différents classements annexes à l'issue de l'étape.

### Classement général
| Classement général | Classement général | Classement général | Classement général | Classement général  |
|                    | Coureur            | Pays               | Équipe             | Temps               |
| ------------------ | ------------------ | ------------------ | ------------------ | ------------------- |
| 1er                | Jonas Vingegaard   | Danemark           | Jumbo-Visma        | en 46 h 34 min 27 s |
| 2e                 | Tadej Pogačar      | Slovénie           | UAE Team Emirates  | + 17 s              |
| 3e                 | Jai Hindley        | Australie          | Bora-Hansgrohe     | + 2 min 40 s        |
| 4e                 | Carlos Rodríguez   | Espagne            | Ineos Grenadiers   | + 4 min 22 s        |
| 5e                 | Pello Bilbao       | Espagne            | Bahrain Victorious | + 4 min 34 s        |
| 6e                 | Adam Yates         | Royaume-Uni        | UAE Team Emirates  | + 4 min 39 s        |
| 7e                 | Simon Yates        | Royaume-Uni        | Team Jayco AlUla   | + 4 min 44 s        |
| 8e                 | Tom Pidcock        | Royaume-Uni        | Ineos Grenadiers   | + 5 min 26 s        |
| 9e                 | David Gaudu        | France             | Groupama-FDJ       | + 6 min 1 s         |
| 10e                | Sepp Kuss          | États-Unis         | Jumbo-Visma        | + 6 min 45 s        |
| modifier           |                    |                    |                    |                     |

| Classement par points | Classement par points | Classement par points | Classement par points    | Classement par points |
| --------------------- | --------------------- | --------------------- | ------------------------ | --------------------- |
|                       | Coureur               | Pays                  | Équipe                   | Point(s)              |
| 1er                   | Jasper Philipsen      | Belgique              | Alpecin-Deceuninck       | 323 points            |
| 2e                    | Bryan Coquard         | France                | Cofidis                  | 178 pts               |
| 3e                    | Mads Pedersen         | Danemark              | Lidl-Trek                | 159 pts               |
| 4e                    | Wout van Aert         | Belgique              | Jumbo-Visma              | 120 pts               |
| 5e                    | Jordi Meeus           | Belgique              | Bora-Hansgrohe           | 96 pts                |
| 6e                    | Dylan Groenewegen     | Pays-Bas              | Team Jayco AlUla         | 92 pts                |
| 7e                    | Biniam Girmay         | Érythrée              | Intermarché-Circus-Wanty | 90 pts                |
| 8e                    | Tadej Pogačar         | Slovénie              | UAE Team Emirates        | 85 pts                |
| 9e                    | Victor Lafay          | France                | Cofidis                  | 80 pts                |
| 10e                   | Caleb Ewan            | Australie             | Lotto Dstny              | 75 pts                |
| modifier              |                       |                       |                          |                       |

| Classement du meilleur grimpeur | Classement du meilleur grimpeur | Classement du meilleur grimpeur | Classement du meilleur grimpeur | Classement du meilleur grimpeur |
| ------------------------------- | ------------------------------- | ------------------------------- | ------------------------------- | ------------------------------- |
|                                 | Coureur                         | Pays                            | Équipe                          | Point(s)                        |
| 1er                             | Neilson Powless                 | États-Unis                      | EF Education-EasyPost           | 46 points                       |
| 2e                              | Felix Gall                      | Autriche                        | AG2R Citroën Team               | 28 pts                          |
| 3e                              | Tobias Halland Johannessen      | Norvège                         | Uno-X Pro Cycling Team          | 26 pts                          |
| 4e                              | Ruben Guerreiro                 | Portugal                        | Movistar Team                   | 22 pts                          |
| 5e                              | Michael Woods                   | Canada                          | Israel-Premier Tech             | 20 pts                          |
| 6e                              | Tadej Pogačar                   | Slovénie                        | UAE Team Emirates               | 19 pts                          |
| 7e                              | Jai Hindley                     | Australie                       | EF Education-EasyPost           | 19 pts                          |
| 8e                              | Giulio Ciccone                  | Italie                          | Lidl-Trek                       | 19 pts                          |
| 9e                              | Jonas Vingegaard                | Danemark                        | Jumbo-Visma                     | 18 pts                          |
| 10e                             | Pierre Latour                   | France                          | TotalEnergies                   | 16 pts                          |
| modifier                        |                                 |                                 |                                 |                                 |

| Classement général du meilleur jeune | Classement général du meilleur jeune | Classement général du meilleur jeune | Classement général du meilleur jeune | Classement général du meilleur jeune |
|                                      | Coureur                              | Pays                                 | Équipe                               | Temps                                |
| ------------------------------------ | ------------------------------------ | ------------------------------------ | ------------------------------------ | ------------------------------------ |
| 1er                                  | Tadej Pogačar                        | Slovénie                             | UAE Team Emirates                    | en 46 h 34 min 44 s                  |
| 2e                                   | Carlos Rodríguez                     | Espagne                              | Ineos Grenadiers                     | + 4 min 5 s                          |
| 3e                                   | Tom Pidcock                          | Royaume-Uni                          | Ineos Grenadiers                     | + 5 min 9 s                          |
| 4e                                   | Felix Gall                           | Autriche                             | AG2R Citroën Team                    | + 9 min 29 s                         |
| 5e                                   | Mattias Skjelmose Jensen             | Danemark                             | Lidl-Trek                            | + 27 min 26 s                        |
| 6e                                   | Mathieu Burgaudeau                   | France                               | TotalEnergies                        | + 40 min 52 s                        |
| 7e                                   | Tobias Halland Johannessen           | Norvège                              | Uno-X Pro Cycling Team               | + 49 min 53 s                        |
| 8e                                   | Matteo Jorgenson                     | États-Unis                           | Movistar Team                        | + 58 min 52 s                        |
| 9e                                   | Matîs Louvel                         | France                               | Arkéa-Samsic                         | + 1 h 6 min 17 s                     |
| 10e                                  | Matthew Dinham                       | Australie                            | Team DSM-Firmenich                   | + 1 h 16 min 39 s                    |
| modifier                             |                                      |                                      |                                      |                                      |

| Classement par équipes | Classement par équipes | Classement par équipes | Classement par équipes |
|                        | Équipe                 | Pays                   | Temps                  |
| ---------------------- | ---------------------- | ---------------------- | ---------------------- |
| 1re                    | Bahrain Victorious     | Bahreïn                | en 139 h 58 min 20 s   |
| 2e                     | Ineos Grenadiers       | Royaume-Uni            | + 1 min 18 s           |
| 3e                     | Jumbo-Visma            | Pays-Bas               | + 5 min 0 s            |
| 4e                     | AG2R Citroën Team      | France                 | + 13 min 58 s          |
| 5e                     | UAE Team Emirates      | Émirats arabes unis    | + 16 min 19 s          |
| 6e                     | Groupama-FDJ           | France                 | + 19 min 12 s          |
| 7e                     | Bora-Hansgrohe         | Allemagne              | + 37 min 23 s          |
| 8e                     | Movistar Team          | Espagne                | + 45 min 15 s          |
| 9e                     | Lidl-Trek              | États-Unis             | + 1 h 13 min 49 s      |
| 10e                    | Team Jayco AlUla       | Australie              | + 1 h 23 min 4 s       |
| modifier               |                        |                        |                        |

## Abandons
Il n'y a pas eu d'abandon lors de cette 11e étape.